# 周澤 (弘治進士)
周澤（1448年—？），字天雨，浙江嘉興府嘉善縣民籍，海鹽縣人，明朝政治人物。

## 生平
成化十九年（1483年）癸卯科浙江鄉試第一名舉人（解元），弘治三年（1490年）中式庚戌科會試第三十五名，三甲第九十七名進士。九年任襄陽府推官，升任贛州府同知。十四年任福州府同知。

## 家族
曾祖周文華；祖父周瓛；父周傑，母周氏。慈侍下。弟周淮。